# Intel HD Graphics
Les HD Graphics sont une gamme de processeurs graphiques (GPU) conçus par Intel et intégrés dans ses microprocesseurs (à partir des modèles Clarkdale et  Arrandale sortis début 2010). Ils succèdent alors à la série des GMA qui étaient des processeurs graphiques physiquement indépendants du microprocesseur, faisant partie du chipset de la carte mère.
Par la suite, les HD Graphics ont également intégré les systèmes sur une puce du fondeur (avec la série des Atom Z3000 sortis au quatrième trimestre 2013).
En 2013, les gammes Intel Iris Graphics et Intel Iris Pro Graphics sont introduites (sur les micro-processeurs haut de gamme).
À partir de la 8e génération de processeurs Intel Core Coffee Lake sortie en octobre 2017, le nom de la partie graphique est renommée Intel UHD Graphics.
Comme avec les GMA, l’appellation HD Graphics recouvre plusieurs générations de processeurs graphiques décrites ci-dessous.

## Processeurs de cinquième génération — dits Gen5
Le circuit HD Graphics (nom de code : Ironlake) - évolution du GMA X4500HD - présent dans les microprocesseurs Clarkdale et Arrandale de la famille Westmere prend en charge DirectX 10.1, OpenGL 2.1 et le Shader model 4.0.
| Modèle      | UE | Unités de shading | Horloge (base) (MHz) | Horloge (Boost) (MHz) | GFLOPS (FP32) |
| ----------- | -- | ----------------- | -------------------- | --------------------- | ------------- |
| HD Graphics | 12 | 24                | 500                  | 900                   | 24.0–43.2     |

## Processeurs de sixième génération — dits Gen6
Les circuits HD Graphics 2000 (incorporant 6 unités d'exécution) et 3000 (incorporant 12 unités d'exécution), présents dans les microprocesseurs de la famille Sandy Bridge prennent en charge DirectX 10.1, OpenGL 3.3, OpenGL ES 3.0 et le Shader model 4.1. Le tableau ci-dessous donne les caractéristiques des modèles installés sur la famille Sandy Bridge.
| Modèle           | Niveau | UE | Horloge (Boost) (MHz) | GFLOPS max | GFLOPS max | GFLOPS max |
| Modèle           | Niveau | UE | Horloge (Boost) (MHz) | FP16       | FP32       | FP64       |
| ---------------- | ------ | -- | --------------------- | ---------- | ---------- | ---------- |
| HD Graphics      | GT1    | 6  | 1000                  | 192        | 96         | 24         |
| HD Graphics 2000 | GT1    | 6  | 1350                  | 259        | 129.6      | 32         |
| HD Graphics 3000 | GT2    | 12 | 1350                  | 518        | 259.2      | 65         |

## Processeurs de septième génération — dits Gen7
Ce sont les premiers à prendre en charge OpenCL et à intégrer des systèmes sur une puce.

### Intégrés aux microprocesseurs
Les circuits HD Graphics 2500 (incorporant 6 unités d'exécution) et 4000 (incorporant 16 unités d'exécution), présents dans les microprocesseurs de la famille Ivy Bridge, prennent en charge DirectX 11, OpenGL 4.0, OpenGL ES 3.0, OpenCL 1.1 et le Shader model 5.0.
| Modèle               | Niveau | UE | Unités de shading | Horloge (Boost) (MHz) | GFLOPS max (FP32) |
| -------------------- | ------ | -- | ----------------- | --------------------- | ----------------- |
| HD Graphics [Mobile] | GT1    | 6  | 48                | 1050                  | 100.8             |
| HD Graphics 2500     | GT1    | 6  | 48                | 1150                  | 110.4             |
| HD Graphics 4000     | GT2    | 16 | 128               | 1300                  | 332.8             |
| HD Graphics P4000    | GT2    | 16 | 128               | 1300                  | 332.8             |

### Intégrés aux systèmes sur une puce
Viendront ensuite les SoC de microarchitecture Silvermont, que l'on retrouve notamment dans la série des Atom Z3000 (nom de code : Bay Trail-T, à destination des tablettes tactiles et smartphones), des Pentium et Celeron J (nom de code : Bay Trail-D) et des Pentium et Celeron N (nom de code : Bay Trail-M). Ils sont équipés des mêmes cœurs graphiques que ceux de la gamme Ivy Bridge, mais avec seulement 4 unités d'exécution et une fréquence de fonctionnement inférieure.

## Processeurs de septième génération et demie — dits Gen7.5
Les circuits HD Graphics présents dans les microprocesseurs de la famille Haswell prennent en charge DirectX 11.1, OpenGL 4.0, OpenGL ES 3.0 et OpenCL 1.2 ; ils connaissent quatre déclinaisons principales : 
- HD Graphics (10 unités d'exécution),
- HD Graphics 4200/4400/4600 (20 unités d'exécution),
- HD Graphics 5000/Iris Graphics 5100 (40 unités d'exécution),
- Iris Pro Graphics 5200 (40 unités d'exécution épaulées par 128 Mo d'eDRAM) – ce dernier n'étant toutefois décliné qu'en socket BGA[2].

| Modèle                 | Niveau       | UE           | Unités de shading | eDRAM (Mo)   | Horloge Boost (MHz) | GFLOPS max   | GFLOPS max   | GFLOPS max   |
| Modèle                 | Niveau       | UE           | Unités de shading | eDRAM (Mo)   | Horloge Boost (MHz) | FP16         | FP32         | FP64         |
| Grand public           | Grand public | Grand public | Grand public      | Grand public | Grand public        | Grand public | Grand public | Grand public |
| ---------------------- | ------------ | ------------ | ----------------- | ------------ | ------------------- | ------------ | ------------ | ------------ |
| HD Graphics            | GT1          | 10           | 80                | NC           | 1150                | 384          | 192          | 48           |
| HD Graphics 4200       | GT2          | 20           | 160               | NC           | 850                 | 544          | 272          | 68           |
| HD Graphics 4400       | GT2          | 20           | 160               | NC           | 950–1150            | 608-736      | 304–368      | 76-92        |
| HD Graphics 4600       | GT2          | 20           | 160               | NC           | 900–1350            | 576-864      | 288–432      | 72-108       |
| HD Graphics 5000       | GT3          | 40           | 320               | NC           | 1000–1100           | 1280-1408    | 640–704      | 160-176      |
| Iris Graphics 5100     | GT3          | 40           | 320               | NC           | 1100–1200           | 1408-1536    | 704–768      | 176-192      |
| Iris Pro Graphics 5200 | GT3e         | 40           | 320               | 128          | 1300                | 1280-1728    | 640-864      | 160-216      |
| Professionnel          |              |              |                   |              |                     |              |              |              |
| HD Graphics P4600      | GT2          | 20           | 160               | N/A          | 1200–1250           | 768-800      | 384–400      | 96-100       |
| HD Graphics P4700      | GT2          | 20           | 160               | N/A          | 1250–1300           | 800-832      | 400–416      | 100-104      |

## Processeurs de huitième génération — dits Gen8

### Intégrés aux microprocesseurs
Les circuits HD Graphics présents dans les microprocesseurs de la famille Broadwell prennent en charge DirectX 12, OpenGL 4.4 et OpenCL 2.0 ; ils connaissent trois déclinaisons principales : 
- HD Graphics 5300/5500/5600 (12 unités d'exécution),
- HD Graphics 6000/Iris Graphics 6100 (48 unités d'exécution),
- Iris Pro Graphics 6200 (48 unités d'exécution épaulées par 128 Mo d'eDRAM).

| Modèle                  | Niveau       | UE           | Unités de shading | eDRAM (MB)   | Horloge Boost (MHz) | GFLOPS Max (FP32) |
| Grand public            | Grand public | Grand public | Grand public      | Grand public | Grand public        | Grand public      |
| ----------------------- | ------------ | ------------ | ----------------- | ------------ | ------------------- | ----------------- |
| HD Graphics             | GT1          | 12           | 96                | NC           | 850                 | 163.2             |
| HD Graphics 5300        | GT2          | 24           | 192               | NC           | 900                 | 345.6             |
| HD Graphics 5500        | GT2          | 24           | 192               | NC           | 950                 | 364.8             |
| HD Graphics 5600        | GT2          | 24           | 192               | NC           | 1050                | 403.2             |
| HD Graphics 6000        | GT3          | 48           | 384               | NC           | 1000                | 768               |
| Iris Graphics 6100      | GT3          | 48           | 384               | NC           | 1100                | 844.8             |
| Iris Pro Graphics 6200  | GT3e         | 48           | 384               | 128          | 1150                | 883.2             |
| Professionnel           |              |              |                   |              |                     |                   |
| HD Graphics P5700       | GT2          | 24           | 192               | –            | 1000                | 384               |
| Iris Pro Graphics P6300 | GT3e         | 48           | 384               | 128          | 1150                | 883.2             |

À partir de cette génération, le format de textures compressées Ericsson Texture Compression (en) (ETC) est pris en charge,.

### Intégrés aux systèmes sur une puce
Les SoC de microarchitecture Airmont (qui succède à la microarchitecture Silvermont) que l'on retrouve dans les Atom x5-E8000, Celeron N30xx, N31xx et J3xxx, et Pentium N37xx et J37xx. Ils sont équipés des mêmes cœurs graphiques que ceux de la gamme Broadwell, mais avec un nombre réduit d'unités d'exécution (de 12 à 18 selon les modèles) et une fréquence de fonctionnement inférieure.
| Modèle          | Modèle de CPU | Niveau | UE | Fréquence d'horloge (MHz) |
| --------------- | ------------- | ------ | -- | ------------------------- |
| HD Graphics 400 | E8000         | GT1    | 12 | 320                       |
| HD Graphics 400 | N30xx         | GT1    | 12 | 320–600                   |
| HD Graphics 400 | N31xx         | GT1    | 12 | 320–640                   |
| HD Graphics 400 | J3xxx         | GT1    | 12 | 320–700                   |
| HD Graphics 405 | N37xx         | GT1    | 16 | 400–700                   |
| HD Graphics 405 | J37xx         | GT1    | 18 | 400–740                   |

## Processeurs de neuvième génération — dits Gen9

### Intégrés aux microprocesseurs
Les circuits HD Graphics présents dans les microprocesseurs de la famille Skylake prennent en charge DirectX 12, OpenGL 4.4 et OpenCL 2.0 ; ils connaissent quatre déclinaisons principales :
- HD Graphics 510 (12 unités d'exécution),
- HD Graphics 515/520/530 (24 unités d'exécution),
- Iris Graphics 540/550 (48 unités d'exécution épaulées par 64 Mo d'eDRAM),
- Iris Pro Graphics 580 (72 unités d'exécution épaulées par 64 ou 128 Mo d'eDRAM).

À partir de cette génération, le format de textures compressées Adaptive Scalable Texture Compression (en) (ASTC) est pris en charge. Par ailleurs, le VGA n'est plus supporté, tandis que le multi-écrans autorise jusqu'à trois écrans connectés par des interfaces HDMI 1.4, DisplayPort 1.2 ou Embedded DisplayPort (eDP) 1.3.
| Modèle                 | Niveau       | EU           | Unités de shading | eDRAM (MB)   | Horloge Boost (MHz) | GFLOPS max (FP32) |
| Grand public           | Grand public | Grand public | Grand public      | Grand public | Grand public        | Grand public      |
| ---------------------- | ------------ | ------------ | ----------------- | ------------ | ------------------- | ----------------- |
| HD Graphics 510        | GT1          | 12           | 96                | NC           | 1050                | 201.6             |
| HD Graphics 515        | GT2          | 24           | 192               | NC           | 1000                | 384               |
| HD Graphics 520        | GT2          | 24           | 192               | NC           | 1050                | 403.2             |
| HD Graphics 530        | GT2          | 24           | 192               | NC           | 1150                | 441.6             |
| Iris Graphics 540      | GT3e         | 48           | 384               | 64           | 1050                | 806.4             |
| Iris Graphics 550      | GT3e         | 48           | 384               | 64           | 1100                | 844.8             |
| Iris Pro Graphics 580  | GT4e         | 72           | 576               | 128          | 1000                | 1152              |
| Professionnel          |              |              |                   |              |                     |                   |
| HD Graphics P530       | GT2          | 24           | 192               | –            | 1150                | 441.6             |
| Iris Pro Graphics P555 | GT3e         | 48           | 384               | 128          | 1000                | 768               |
| Iris Pro Graphics P580 | GT4e         | 72           | 576               | 128          | 1000                | 1152              |

### Intégrés aux systèmes sur une puce
Les SoC de microarchitecture Goldmont lancée en août 2016 (qui succède à la microarchitecture Airmont) que l'on retrouve dans les processeurs de la famille Apollo Lake : Atom x5-E39xx et x7-E3950, Celeron N3350, N3450, J3355 et J3455, et Pentium N4200 et J4205. Ils sont équipés des mêmes cœurs graphiques que ceux de la gamme Skylake, mais avec un nombre réduit d'unités d'exécution (de 12 à 18 selon les modèles) et une fréquence de fonctionnement inférieure.
| Modèle          | Modèle de CPU | Niveau | UE | Unités de shading | Fréquence d'horloge (MHz) |
| --------------- | ------------- | ------ | -- | ----------------- | ------------------------- |
| HD Graphics 500 | E3930         | GT1    | 12 | 96                | 400 – 550                 |
| HD Graphics 500 | E3940         | GT1    | 12 | 96                | 400–600                   |
| HD Graphics 500 | N3350         | GT1    | 12 | 96                | 200–650                   |
| HD Graphics 500 | N3450         | GT1    | 12 | 96                | 200–700                   |
| HD Graphics 500 | J3355         | GT1    | 12 | 96                | 250–700                   |
| HD Graphics 500 | J3455         | GT1    | 12 | 96                | 250–750                   |
| HD Graphics 505 | E3950         | GT1    | 18 | 144               | 500–650                   |
| HD Graphics 505 | N4200         | GT1    | 18 | 144               | 200–750                   |
| HD Graphics 505 | J4205         | GT1    | 18 | 144               | 250–800                   |

## Processeurs de neuvième génération et demie — dits Gen9.5

### Intégrés aux microprocesseurs

#### Kaby Lake
La famille de processeurs Kaby Lake (7e génération Intel Core) a été introduite en août 2016. Nouvelles caractéristiques : vitesse accrue, support des services de streaming en UHD "premium" 4K (encodage DRM), accélération hardware complète du décodage de HEVC 8 et 10 bits et de VP9 8 bits,.
| Modèle                 | Niveau       | UE           | Unité de shading | eDRAM (Mo)   | Horloge de base (MHz) | Horloge Boost (MHz) | GFLOPS max (FP32) | Utilisé dans                                                            |              |
| Grand public           | Grand public | Grand public | Grand public     | Grand public | Grand public          | Grand public        | Grand public      | Grand public                                                            | Grand public |
| ---------------------- | ------------ | ------------ | ---------------- | ------------ | --------------------- | ------------------- | ----------------- | ----------------------------------------------------------------------- | ------------ |
| HD Graphics 610        | GT1          | 12           | 96               | NC           | 300−350               | 900−1100            | 172.8–211.2       | Desktop Celeron, Desktop Pentium G4560, i3-7101                         |              |
| HD Graphics 615        | GT2          | 24           | 192              | NC           | 300                   | 900 – 1050          | 345.6 – 403.2     | m3-7Y30/32, i5-7Y54/57, i7-7Y75, Pentium 4415Y                          |              |
| HD Graphics 620        | GT2          | 24           | 192              | NC           | 300                   | 1000–1050           | 384–403.2         | i3-7100U, i5-7200U, i5-7300U, i7-7500U, i7-7600U                        |              |
| HD Graphics 630        | GT2          | 24           | 192              | NC           | 350                   | 1000–1150           | 384−441.6         | Desktop Pentium G46**, i3, i5 et i7, et portables i3, i5 et i7 séries H |              |
| Iris Plus Graphics 640 | GT3e         | 48           | 384              | 64           | 300                   | 950–1050            | 729.6−806.4       | i5-7260U, i5-7360U, i7-7560U, i7-7660U                                  |              |
| Iris Plus Graphics 650 | GT3e         | 48           | 384              | 64           | 300                   | 1050–1150           | 806.4−883.2       | i3-7167U, i5-7267U, i5-7287U, i7-7567U                                  |              |
| Professionnel          |              |              |                  |              |                       |                     |                   |                                                                         |              |
| HD Graphics P630       | GT2          | 24           | 192              | –            | 350                   | 1000–1150           | 384−441.6         | Xeon E3-**** v6                                                         |              |

#### Kaby Lake Refresh / Amber Lake / Coffee Lake / Coffee Lake Refresh / Whiskey Lake / Comet Lake
À partir de cette génération, les processeurs graphiques sont appelés Intel UHD Graphics. La famille de processeurs Kaby Lake Refresh (8e génération Intel Core) a été introduite en octobre 2017. Nouvelles caractéristiques : support de HDCP 2.2. Les processeurs Coffee Lake (8e génération Intel Core), Coffee Lake Refresh (9e génération Intel Core), Amber Lake et Whiskey Lake (ultra-portables), Comet Lake (10e génération Intel Core) utilisent les mêmes processeurs graphiques.
| Modèle                 | Niveau       | UE           | Unités de shading | eDRAM (Mo)   | Horloge de base (MHz) | Horloge Boost (MHz) | GFLOPS max (FP32) | Utilisé dans |
| Grand public           | Grand public | Grand public | Grand public      | Grand public | Grand public          | Grand public        | Grand public      | Grand public |
| ---------------------- | ------------ | ------------ | ----------------- | ------------ | --------------------- | ------------------- | ----------------- | --- |
| UHD Graphics 610       | GT1          | 12           | 96                | NC           | 350                   | 1050                | 201.6             | Pentium Gold G54**, Celeron G49** i5-10200H |
| UHD Graphics 615       | GT2          | 24           | 192               | NC           | 300                   | 900–1050            | 345.6–403.2       | i7-8500Y, i5-8200Y, m3-8100Y |
| UHD Graphics 617       | GT2          | 24           | 192               | NC           | 300                   | 1050                | 403.2             | i7-8510Y, i5-8310Y, i5-8210Y |
| UHD Graphics 620       | GT2          | 24           | 192               | NC           | 300                   | 1000–1150           | 422.4–441.6       | i3-8130U, i5-8250U, i5-8350U, i7-8550U, i7-8650U, i3-8145U, i5-8265U, i5-8365U, i7-8565U, i7-8665U i3-10110U, i5-10210U, i5-10310U, i7-10510U i7-10610U i7-10810U |
| UHD Graphics 630       | GT2          | 23           | 184               | NC           | 350                   | 1100–1150           | 404.8–423.2       | i3-8350K, i3-8100 avec le stepping B0 |
| UHD Graphics 630       | GT2          | 24           | 192               | NC           | 350                   | 1050–1250           | 403.2–480         | i9, i7, i5, i3, Pentium Gold G56**, G55** i5-10300H, i5-10400H, i5-10500H, i7-10750H, i7-10850H, i7-10870H, i7-10875H, i9-10885H, i9-10980HK                      |
| Iris Plus Graphics 645 | GT3e         | 48           | 384               | 128          | 300                   | 1050–1150           | 806.4-883.2       | i7-8557U, i5-8257U |
| Iris Plus Graphics 655 | GT3e         | 48           | 384               | 128          | 300                   | 1050–1200           | 806.4–921.6       | i7-8559U, i5-8269U, i5-8259U, i3-8109U |
| Professionnel          |              |              |                   |              |                       |                     |                   | |
| UHD Graphics P630      | GT2          | 24           | 192               | –            | 350                   | 1100–1200           | 422.4–460.8       | Xeon E 21**G, 21**M, 22**G, 22**M, Xeon W-108**M |

### Intégrés aux systèmes sur une puce
Les SoC de microarchitecture Goldmont Plus (en) lancée en décembre 2017 (qui succède à la microarchitecture Goldmont) que l'on retrouve dans les processeurs des familles Gemini Lake et Gemini Lake Refresh : Celeron N4000, N4020, N4100, N4120, J4025 et J4125, et Pentium Silver N5000, N5030, J5005 et J5040. Ils sont équipés des mêmes cœurs graphiques que ceux de la gamme Kaby Lake, mais avec un nombre réduit d'unités d'exécution (de 12 à 18 selon les modèles) et une fréquence de fonctionnement inférieure. Nouvelles caractéristiques : support de l'interface HDMI 2.0, décodeur hardware VP9 10-bit Profile2
| Modèle           | Niveau | UE | Unités de shading | Modèle de CPU | Fréquence d'horloge (MHz) | GFLOPS (FP32) |
| ---------------- | ------ | -- | ----------------- | ------------- | ------------------------- | ------------- |
| UHD Graphics 600 | GT1    | 12 | 96                | N4000         | 200–650                   | 38.4–124.8    |
| UHD Graphics 600 | GT1    | 12 | 96                | N4100         | 200–700                   | 38.4–134.4    |
| UHD Graphics 600 | GT1    | 12 | 96                | J4005         | 250–700                   | 48.0–134.4    |
| UHD Graphics 600 | GT1    | 12 | 96                | J4105         | 250–750                   | 48.0–144.0    |
| UHD Graphics 600 | GT1    | 12 | 96                | J4125         | 250–750                   | 48.0–144.0    |
| UHD Graphics 605 | GT1.5  | 18 | 96                | N5000         | 200–750                   | 57.6–216      |
| UHD Graphics 605 | GT1.5  | 18 | 96                | J5005         | 250–800                   | 72.0–230.4    |

## Processeurs de dixième génération — dits Gen10
Ils devaient être inaugurés avec les circuits HD Graphics présents dans les microprocesseurs Cannon Lake (en) sortis en mai 2018. Cependant le seul modèle vendu par Intel (le i3-8121U) était fourni avec le processeur graphique désactivé.

## Processeurs de onzième génération — dits Gen11
Ils ont été inaugurés avec les circuits HD Graphics présents dans les microprocesseurs de la famille Ice Lake sortis en septembre 2019.
| Nom                | Niveau       | UE           | Unités de shading | Horloge (base) (MHz) | Horloge (Boost) (MHz) | GFLOPS        | GFLOPS        | GFLOPS       | Utilisé dans              |
| Nom                | Niveau       | UE           | Unités de shading | Horloge (base) (MHz) | Horloge (Boost) (MHz) | FP16          | FP32          | FP64         | Utilisé dans              |
| Grand public       | Grand public | Grand public | Grand public      | Grand public         | Grand public          | Grand public  | Grand public  | Grand public | Grand public              |
| ------------------ | ------------ | ------------ | ----------------- | -------------------- | --------------------- | ------------- | ------------- | ------------ | ------------------------- |
| UHD Graphics       | G1           | 32           | 256               | 300                  | 900–1050              | 921.6–1075.2  | 460.8–537.6   | 115.2        | Core i3-10**G1, i5-10**G1 |
| Iris Plus Graphics | G4           | 48           | 384               | 300                  | 900–1050              | 1382.4–1612.8 | 691.2–806.4   | 96-202       | Core i3-10**G4, i5-10**G4 |
| Iris Plus Graphics | G7           | 64           | 512               | 300                  | 1050–1100             | 2150.4–2252.8 | 1075.2–1126.4 | 128-282      | Core i5-10**G7, i7-10**G7 |

## Processeurs de douzième génération — dits Gen12
Ils ont été inaugurés avec les circuits HD Graphics présents dans les microprocesseurs de la famille Tiger Lake sortis en septembre 2020. Ils sont basés sur la microarchitecture Intel Xe-LP, la variante à faible consommation du GPU Intel Xe, appelée également Gen 12,. Les nouvelles caractéristiques comprennent Sampler Feedback, le support de Dual Queue, DirectX 12 View Instancing de niveau 2 et le décodage hardware à fonction fixe de AV1 8-bit et 10-bit.
| Modèle                                                                                            | Procédé                      | UE | Unités de shading | Fréquence Boost max (MHz) | Puissance de calcul (GFLOPS) | Puissance de calcul (GFLOPS) | Puissance de calcul (GFLOPS) | Puissance de calcul (GFLOPS) | Utilisé sur                          |
| Modèle                                                                                            | Procédé                      | UE | Unités de shading | Fréquence Boost max (MHz) | FP16                         | FP32                         | FP64                         | INT8                         | Utilisé sur                          |
| ------------------------------------------------------------------------------------------------- | ---------------------------- | -- | ----------------- | ------------------------- | ---------------------------- | ---------------------------- | ---------------------------- | ---------------------------- | ------------------------------------ |
| Intel UHD Graphics 730                                                                            | Intel 14++ nm                | 24 | 192               | 1200–1300                 | 922–998                      | 461–499                      | 231–250                      | 1843–1997                    | Rocket Lake-S                        |
| Intel UHD Graphics 750                                                                            | Intel 14++ nm                | 32 | 256               | 1200–1300                 | 1228–1332                    | 614–666                      | 307–333                      | 2457–2662                    | Rocket Lake-S                        |
| Intel UHD Graphics P750                                                                           | Intel 14++ nm                | 32 | 256               | 1300                      | 1332                         | 666                          | 333                          | 2662                         | Xeon série W-1300                    |
| Intel UHD Graphics 710                                                                            | Intel 7 (précédemment 10ESF) | 16 | 128               | 1300–1350                 | 666–692                      | 333–346                      | 167–173                      | 1331–1382                    | Alder Lake-S/HX & Raptor Lake-S/HX   |
| Intel UHD Graphics 730                                                                            | Intel 7 (précédemment 10ESF) | 24 | 192               | 1400–1450                 | 1076–1114                    | 538–557                      | 269–279                      | 2150–2227                    | Alder Lake-S/HX & Raptor Lake-S/HX   |
| Intel UHD Graphics 770                                                                            | Intel 7 (précédemment 10ESF) | 32 | 256               | 1450–1550                 | 1484–1588                    | 742–794                      | 371–397                      | 2970–3174                    | Alder Lake-S/HX & Raptor Lake-S/HX   |
| Intel UHD Graphics for 11th Gen Intel Processors                                                  | Intel 10SF                   | 32 | 256               | 1400–1450                 | 1434–1484                    | 717–742                      | 359–371                      | 2867–2970                    | Tiger Lake-H                         |
| Intel UHD Graphics for 11th Gen Intel Processors G4                                               | Intel 10SF                   | 48 | 384               | 1100–1250                 | 1690–1920                    | 845–960                      | 422–480                      | 3379–3840                    | Tiger Lake-U                         |
| Iris Xe Graphics G7                                                                               | Intel 10SF                   | 80 | 640               | 1100–1300                 | 2816–3328                    | 1408–1664                    | 704–832                      | 5632–6656                    | Tiger Lake-U                         |
| Iris Xe Graphics G7                                                                               | Intel 10SF                   | 96 | 768               | 1050–1450                 | 3379–4454                    | 1690–2227                    | 845–1114                     | 6758–8909                    | Tiger Lake-U                         |
| Intel UHD Graphics for 12th Gen Intel Processors Intel UHD Graphics for 13th Gen Intel Processors | Intel 7 (précédemment 10ESF) | 48 | 384               | 700–1200                  | 1075–1843                    | 538–922                      | 269–461                      | 2151–3686                    | Alder Lake-H/P/U & Raptor Lake-H/P/U |
| Intel UHD Graphics for 12th Gen Intel Processors Intel UHD Graphics for 13th Gen Intel Processors | Intel 7 (précédemment 10ESF) | 64 | 512               | 850–1400                  | 1741–2867                    | 870–1434                     | 435–717                      | 3482–5734                    | Alder Lake-H/P/U & Raptor Lake-H/P/U |
| Iris Xe Graphics                                                                                  | Intel 7 (précédemment 10ESF) | 80 | 640               | 900–1400                  | 2304–3584                    | 1152–1792                    | 0                            | 4608–7168                    | Alder Lake-H/P/U & Raptor Lake-H/P/U |
| Iris Xe Graphics                                                                                  | Intel 7 (précédemment 10ESF) | 96 | 768               | 900–1450                  | 2765–4454                    | 1382–2227                    | 0                            | 5530–8909                    | Alder Lake-H/P/U & Raptor Lake-H/P/U |